# Dalkon Shield
Pour les articles homonymes, voir Shield.
Dalkon Shield est le nom d'un dispositif de contraception intra-utérin (DIU) de la société Dalkon Corporation. Plusieurs complications graves causées ou du moins attribuées à ce produit à des femmes l'utilisant conduit à de nombreuses poursuites judiciaires aux États-Unis et à des condamnations à plusieurs millions de dollars de dommages et intérêts et finalement à une class action très connue qui se finit par un arrangement de 2,5 milliards de dollars.[Quand ?][réf. nécessaire]